# Awrora (linie lotnicze)
Awrora, ros. Аврора, właściwie Spółka Akcyjna "Kompania Lotnicza "Awrora"", ros. Акционерное общество "Авиакомпания "Аврора" – rosyjskie linie lotnicze z siedzibą we Władywostoku i głównymi portami bazowania w porcie lotniczym Kniewiczi (Władywostok), porcie lotniczym Nowy (Chabarowsk), porcie lotniczym Chomutowo (Jużno-Sachalińsk). 
Linie dysponują samolotami: A-319-111 (9), DHC-6 Series 400 (1), DHC-6 Series 400 Twin Otter (2), DHC-8-201 (1), DHC-8-311 (1), DHC-8-315 (2), DHC-8-402 (5).